# MC Frontalot
Damian Hess (3 de diciembre de 1973), más conocido como MC Frontalot, es un músico de hip hop originario de Brooklyn, autoproclamado «el 579.º mejor rapero del mundo». Es conocido en la cultura gamer y nerdcore como el promotor del nerdcore Hip Hop, y su participación en los eventos Penny Arcade Expo. Egresó de la Universidad Wesleyana en 1996 con títulos en inglés y música electrónica.

## Carrera

### Los primeros días
Hess comenzó su carrera como MC Frontalot en 1999. Se hizo conocido en el evento interactivo Song Fight!, una competencia en línea de MC's en donde compitió siete veces y nunca fue vencido en sus presentaciones.  Una de sus canciones exhibidas en el evento fue Romantic Cheapskate, la cual compara a Song Fight con un amante descuidado que lo favorece independientemente de su trato, esta canción terminó siendo ganadora con una votación abrumadora (614 votos, su rival más cercano terminó con 28).

### Nerdcore
En 2000 lanzó la canción Nerdcore Hiphop, la cual se convirtió en un éxito en las comunidades geek y nerd. El título de esa canción dio nombre a un nuevo subgénero del hiphop: el nerdcore hip hop, cuya temática gira en torno a las comunidades geek y nerd. Muchos consideran a Hess, si no el fundador, por lo menos uno de los promotores de ese subgénero, sin embargo el propio Hess ha reconocido influencias de otros artistas.
Hess publicó su primer álbum de estudio el 27 de agosto de 2005, llamado Nerdcore Rising, con seis canciones nuevas y diez éxitos suyos remezclados. Algunos de los nuevos surcos fueron coproducidos por el artista Doctor Popular, a quien conoció en Song Fight.

### Otras apariciones
El 18 de marzo de 2002, los creadores de la historieta web Penny Arcade, fanáticos de MC Frontalot, lo declararon como rapero oficial de la historieta, incluso con un enlace a la página web del cantante. En consecuencia, Frontalot escribió un tema para la historieta, Penny Arcade Theme, ha realizado presentaciones en las ediciones 2004 y 2010 de la Penny Arcade Expo, y sus discos se venden en la tienda virtual de Penny Arcade.
MC Frontalot aparece ocasionalmente en la webcomic Overcompensating, de Jeffrey Rowland. También se ha visto en anuncios de G4TV y en el show Freestyle 101, donde cantó parte de su repertorio.
El ilustrador de cómic Tony Moore es un fan de MC Frontalot y de otro exponente del nerdcore hiphop: MC Hawking, a quienes representó como zombis en un número de la historieta The Walking Dead. Hess aparece con camisa blanca, corbata y gafas, con un gafete que dice Front, y se le ve comiendo.
Desde el año 2006, una canción de Frontalot llamada Living At the Corner of Dude and Catastrophe ha sido utilizada para identificar a la webcomic Achewood.

### Actuaciones en directo
Aunque la mayoría de sus fanes interactúan en línea, Frontalot ofreció una serie de recitales en directo mientras vivía en San Francisco y luego después de su mudanza a Nueva York. Su primera gira oficial comenzó el 12 de mayo de 2006, con un itinerario que lo llevó a varias ciudades del sureste de Estados Unidos. Generalmente es acompañado de varios músicos como el tecladista y frecuente colaborador Gminor7, el bajista Blak Lotus y el baterista The SturGENiUS. El 25 de noviembre de 2007 culminó una gira con Schäffer The Darklord, y el 1 de noviembre de 2008 estuvo de gira con MC Lars and YTCracker. En junio de 2010, se hizo acompañar por la banda de rock alternativo Wheatus durante su gira de aniversario 10° por el Reino Unido.

### Cine
Nerdcore Rising es un documental protagonizado por Frontalot y otros artistas de la movida nerdcore como MC Chris, Optimus Rhyme y MC Lars con varias contribuciones de "Weird Al" Yankovic, Prince Paul y Brian Posehn. La película, producida y dirigida por Negin Farsad, se estrenó en la edición 2008 del Festival de Cine South by Southwest en Austin, Texas. Combina entrevistas sobre los orígenes del nerdcore con varias escenas de la gira nacional de MC Frontalot de 2006.
Como vocero de la cultura nerdcore, Hess fue entrevistado en el documental The People vs. George Lucas de Alexandre O. Philippe que se estrenó en la edición 2010 del Festival South by Southwest, evento donde Frontalot asistió en calidad de músico y miembro del jurado.
Como dato curioso, Hess interpretó a TP Factory Rapper en la película para video Elmo's Potty Time de la teleserie Plaza Sésamo.

## Influencias musicales
Las primeras piezas musicales son versiones de canciones de otros artistas, como  Paul Simon, They Might Be Giants, James Brown, Fiona Apple, entre otros. Luego toma otra dirección utiizando varios beats como en la canción Good Old Clyde, la cual utiliza el beat de la canción Funky Drummer de Clyde Stubblefield.
Desde que comenzó a vender sus discos, Hess ha colaborado con otros artistas como el músico electrónico Baddd Spellah y el tecladista Gaby 'Gminor7' Alter, cuyas canciones han sido base de varias canciones de Frontalot. También ha colaborado con otros raperos como MC Hawking y el canadiense Jesse Dangerously.

## Discografía

### Álbumes de estudio
- Nerdcore Rising (2005)
- Secrets from the Future (2007)
- Final Boss (2008)
- Zero Day (2010)

### Otros lanzamientos
- Nerdcore Hiphop (freely available demo)[12][13]

### Sencillos sin álbum
- "24 Hours" (demo)
- "Bitchslap" (de MC Hawking)
- "My Sister" (de Duboce Triangle con The JBB)
- "Oh, the Hilarity" (de Indie Pop Cares a Lot)
- "Rappers We Crush" (con Kompressor)
- "Rhyme of the Nibelung" (con Baddd Spellah)
- "Romantic Cheapskate" (con Baddd Spellah de Song Fight!)
- "Soda Water" (de Jess Klein)
- "Start Over" (para una compilación de canciones infantiles)
- "Oneonta (Eli Porter)" (con YTCracker y MC Lars en The Digital Gangster LP)
- "O.G. Original Gamer (con MC Lars en el álbum This Gigantic Robot Kills de MC Lars)

### Apariciones en vivo
- 7-7-2001: "Songfight Live West Coast" — Hot Lunch, San Francisco, California, USA (dos canciones).
- 24-10-2002: "Young Zombies in Love Release Party" — Voodoo Lounge, San Francisco, California, USA.
- 26-6-2003: "Song Fight Wet & Wild" — Finn MacCool's Public House, Seattle, Washington, USA (dos canciones, sin terminar a causa del "drunk set").
- 12-12-2003: "Both Hands on the Mic" — The Accordion, San Francisco, California, USA.
- Agosto de 2004: Penny Arcade Expo — Meydenbauer Center, Bellevue, Washington, USA.
- 15-5-2004: Belladonna, Berkeley, California, EE. UU.
- 15-6-2005: Living Room, Nueva York, Nueva York, EE. UU.
- 23-6-2005: The Bitter End, Nueva York, Nueva York, EE. UU.
- 27-8-2005: Penny Arcade Expo — Meydenbauer Center, Bellevue, Washington, USA.
- 26-8-2006: Penny Arcade Expo — Meydenbauer Center, Bellevue, Washington, USA.
- 15-9-2007: Convención Kingdom of Loathing - The Sets, Tempe, Arizona, USA.
- 25-11-2008 Knitting Factory - Hollywood, California, USA.